# Killer Croc
Killer Croc (englisch Killer „Mörder“ und Croc = eine Nebenform des Wortes crocodile, deutsch „Krokodil“, die in etwa dem Deutschen „Kroko“ entspricht) ist ein fiktiver Charakter, der in Comics des US-amerikanischen Verlages DC Comics – insbesondere in solchen, die unter dem Batman-Label erscheinen – sowie in anderen mit diesen Comics verwandten Produkten (wie zum Beispiel Zeichentrickserien, Videospiele und Ähnliches) auftritt. Für gewöhnlich wird er der Rogue Gallery – also der Gruppe der Gegenspieler (in Superheldencomics meist mit dem wertenden Begriff „Schurken“ bezeichnet), die den Helden fortlaufender Comicserien in mehr oder weniger regelmäßigen Abständen das Leben schwer machen und aus dem die Autoren jener Serien nach Bedarf schöpfen können – von Batman zugerechnet.
Killer Croc ist insbesondere aufgrund der häufigen Auftritte einer kindgerechten Variante der Figur in Batman-Fernseh-Zeichentrickserien ein relativ bekannter Batman-Schurke. Seinen ersten Auftritt hatte er 1983 in dem Comic-Heft Batman #357. Geschaffen wurde er von dem Autor Gerry Conway, dem Zeichner Don Newton und dem Inker Alfredo Alcala.

## Aussehen
Killer Croc wird ausnahmslos bei jedem seiner Auftritte als ein hochgewachsener, breitschultriger Mann mit einem athletisch-muskulösen Körperbau dargestellt. Aufgrund einer schuppenartigen, dermatologischen Fehlbildung (meist als Ichthyose identifiziert) besitzt seine Haut eine ledrige, reptilienpanzerähnliche Textur, die je nach Zeichner mehr oder weniger deutlich ausgeprägt ist und auch farblich häufig variiert. In den meisten Comics ist Crocs Haut jedoch in einem dunklen Grünton gehalten und für gewöhnlich in kleine, deutlich konturierte Plättchen gegliedert. In der Zeichentrickserie war sie hingegen in einem hellen Grauton gehalten und nicht unterteilt. Die schuppenartige Verhärtung seiner Haut macht Croc besonders widerstandsfähig, bei manchen Zeichnern kann er sogar regenerieren wie ein Reptil. Crocs Körpergröße beträgt 1,96 Meter, sein Gewicht 175 Kilogramm.
Seine Augen werden meist als glutrote Punkte dargestellt, in der Zeichentrickserie sowie gelegentlich auch in einigen Comics sehen sie jedoch aus wie normale menschliche Augen. Am deutlichsten variieren Crocs Schädel und Gesicht in den verschiedenen Heften: Mal besitzt er praktisch menschliche Züge, die lediglich grün eingefärbt sind, manchmal besitzt er ein nahezu vollkommen entmenschlichtes Aussehen mit starken Reptilien-Merkmalen und eine Weile lang wurde er sogar als eine saurier-alligatorenhafte Erscheinung dargestellt (gewaltige, ausschwingende, krokodilschnauzenartig vorgelagerte Kieferpartien). In der Regel ist Croc jedoch glatzköpfig. Auch viele andere Körpermerkmale werden in ihrer Darstellung dementsprechend „künstlerisch frei“ gehandhabt: Mal besitzt er normale Hände, manchmal aber auch regelrechte Krallen, mal normale menschliche Zahnreihen, mal zugespitzte, (zum Teil nachträglich manuell) scharf geschliffene Reißzahnreihen, dann wieder gewaltige Raubtierhauer.
In der Zeichentrickserie und in einigen Comics besitzt sein Schädel an den Schläfenseiten und auf der Oberseite kleine, aber deutlich erkennbare Auswölbungen oder Aushornungen, während er ansonsten meist als vollkommen glatt, überhaupt keine Unebenheiten aufweisend, zu sehen ist.
In dem Videospiel Batman: Arkham Asylum wird er als 2,74 Meter großes und 263 kg schweres Monster mit krokodilartiger Haut und gelben Augen dargestellt. Außerdem hat er riesige Klauen mit scharfen Krallen. Sein Kopf sieht aus wie eine Mischung aus Mensch und Krokodil. In seinem Mund, welcher schon eher als Maul bezeichnet werden müsste, sind Reihen messerscharfer Zähne. Im Großen und Ganzen hat er nicht mehr annähernd menschliche Züge, auch seine Grausamkeit unterstreicht, dass er mehr Monster denn Mensch ist.

## Persönliche Daten
Bei seinem ersten Auftritt in der Batman-Comicserie wurde enthüllt, dass Killer Croc zu diesem Zeitpunkt 35 Jahre alt war. Obwohl es keine offiziellen Daten darüber gibt, wie viel Zeit mittlerweile in der Welt der Batman-Comics verstrichen ist, sind mindestens sechs bis acht Jahre zu veranschlagen, so dass Croc gesichert älter als 40 angesehen werden darf. Crocs Geburtsname lautet Waylon Jones, als sein Geburtsort wurde einmal ein Slum der Stadt Tampa (Florida) nahe dem Damm der 22. Straße angegeben. Bei seinen ersten Auftritten wurde Croc als Afroamerikaner identifiziert, inwieweit dieser Umstand noch immer auf ihn zutrifft, oder ob er mittlerweile nachträglich zugunsten einer „weißen“ Abkunft geändert worden ist, wie viele Geschichten nahelegen, ist bislang von Seiten des Verlages nicht geklärt worden.
Bei seinem ersten Auftritt wurde Croc als kluger Pläneschmieder inszeniert (ähnlich wie später Bane), der sich überwiegend im Hintergrund aufhielt und seinen Handlangern aus sicherer Entfernung Befehle gab. Spätere Versionen machten ihn weniger klug und erhöhten seine Bereitschaft, selbst für seine Interessen zu kämpfen.

## Figurenbiografie

### Jugend und frühe Jahre
Waylon Jones wuchs als Waisenkind in einem Elendsviertel in Tampa, Florida, bei seiner alkoholkranken, finanziell angeschlagenen und kleinkriminellen Tante auf. Somit ist er einer der wenigen nicht in Gotham gebürtigen Schurken. Das Schicksal seiner Eltern ist unbekannt.
Aufgrund der Erkrankung an der seltenen Hautkrankheit Ichthyose wies Waylons Haut schon von frühster Kindheit an eine merkwürdige, schuppenartig-verhärtete, grünliche Struktur auf. Diese Veränderung verschlimmerte sich mit zunehmendem Alter zusehends, so dass Jones zu der Zeit, als er sein zehntes Lebensjahr erreicht hatte, von den Kindern in seiner Nachbarschaft „Croc“ (englische Kurzform für Krokodil; auf Deutsch etwa „Kroko“) gerufen wurde. Von seiner Umgebung verspottet, misshandelt, ausgestoßen, tyrannisiert und gedemütigt, entwickelte Jones sich zu einem Einzelgänger ohne Respekt und Verständnis für gesellschaftliche Normen und Regeln, dem es nur mit roher Gewalt möglich war, sich in einer feindseligen Umwelt durchzusetzen. Im Grunde erlitt er das gleiche Schicksal wie der Penguin, weswegen die beiden später auch recht gut miteinander klarkommen. In manchen Versionen hat Croc nur drei Mal in seinem Leben eine Schule aufgesucht.
Bereits als Jugendlicher wurde er regelmäßig wegen kleinerer Vergehen und tätlicher Angriffe (er schlug eines der Kinder, die ihn tyrannisierten zum Krüppel) in Jugendstrafanstalten verbracht und schließlich mit sechzehn nach Erwachsenenstrafrecht zur Verbüßung einer Haftstrafe in einer regulären Strafanstalt verurteilt. Nachdem er einen Mithäftling, der sich über sein Äußeres lustig gemacht hatte, im Streit erschlagen hatte, wurde Croc zum Tode verurteilt. Das Urteil wurde später in lebenslange Haft umgewandelt. Nach achtzehn Jahren Gefängnisaufenthalt – und einer Phase relativen Friedens – wurde Croc schließlich begnadigt.
Nach seiner Entlassung aus dem Gefängnis schloss Croc sich einem wandernden Jahrmarkt als Alligatorringer an (Batman #358). Fortan verdiente er sein Geld damit, zur Unterhaltung der Jahrmarktsbesucher unter dem Namen Killer Croc, der „menschliche Alligator“, Krokodile und Alligatoren in Schaukämpfen zu bezwingen. Um sein Auftreten noch zu verstärken, feilte er sich die Zähne spitz zu und aß nur noch rohes, teilweise selbsterbeutetes Fleisch. So wurde er in seinem Aussehen und seiner Art seinen „Brüdern“, den Alligatoren, immer ähnlicher, bis hin zu seiner Vorliebe für feuchte, dunkle und kühle Orte. Während dieser Zeit entwickelte er auch seine heutige Kaltblütigkeit, und nach eigener Aussage warf er sogar einen Zuschauer, der ihm Betrug vorwarf, den Alligatoren zum Fraß vor.

### König der Unterwelt
Während seiner Gefängniszeit hatte Croc enge Verbindungen zum organisierten Verbrechen in Tampa geknüpft, die er jetzt nutzen wollte, um das große Geld zu machen. Als Betätigungsfeld für seine Pläne, sich selbst zum „König der Unterwelt“ in einem bestimmten Gebiet aufzuschwingen, hatte er sich Gotham City, eine Stadt weiter im Norden an der Ostküste der Vereinigten Staaten und die Heimat des maskierten Vigilanten Batman ausgesucht. Nachdem er an einem Polizisten, der ihn einst misshandelt hatte, blutige Rache genommen hatte, ließ er sich schließlich in Gotham City nieder (Batman #359). Dort schloss Croc sich zunächst einem Gangster namens Squid („Tintenfisch“) an, der es sich zum Ziel gemacht hatte, das Machtvakuum in der Unterwelt der Stadt zu füllen, das nach dem Sturz von Rupert Thorne und Tony Falco entstanden war. Für den Squid erpresste Croc zunächst Schutzgelder von diversen Personen und Geschäften, so auch vom Sloan Zirkus (Batman #357). Nachdem Croc aus der Distanz beobachtete, wie Batman einer vermeintlichen Todesfalle, die der Squid diesem gestellt hatte, problemlos entkommen konnte, war er von der Unfähigkeit seines Arbeitgebers überzeugt. Es kam zum Zerwürfnis zwischen den beiden Männern, in dessen Folge Croc den Squid erschoss (Detective Comics #524).
Nach einem geglückten Einbruch in den S.T.A.R.-Laboratorien, bei dem Croc einen teuren Luftwaffen-Computer entwendete, willigten die Mitglieder des Gothamer Tobakkonisten-Klubs (einer Art Aufsichtsrat der Unterwelt von Gotham City) ein, ihn als Boss des organisierten Verbrechens in der Stadt anzuerkennen (Batman #358). Bei einem ersten Zweikampf mit Batman in den Abwasserkanälen von Gotham City konnte Croc einen taktischen Sieg für sich verbuchen: Er schlug den Verbrechensbekämpfer, der Croc in seinem Element (dem Wasser) hoffnungslos unterlegen war, in die Flucht (Detective Comics #525). Gleichwohl weigerten die Anführer der Banden von Gotham City sich bei einer Versammlung im Reptilienhaus des Zoos der Stadt Croc die versprochene Anerkennung zu bestätigen und gelobten stattdessen die Treue zu dem inhaftierten Tony Falco. Um seinen Führungsanspruch ein letztes Mal zu unterstreichen, brach Croc in das Gefängnis von Gotham City ein und ermordete Falco.
In der Zwischenzeit hatten sich die beiden Akrobaten Joe und Trina Todd – Angehörige des Sloan Zirkus – damit einverstanden erklärt, Batmans Assistenten Robin bei der Suche nach den Hintermännern der Schutzgeldforderungen zu unterstützen, die an ihren Zirkus gestellt wurden. Bei dem Versuch, einen Eintreiber des Gothamer Mobs unauffällig zu beschatten, geriet das Ehepaar, welches in diesen Dingen sehr ungeübt war, in die Hände des Mobs und fand sich unversehens im Reptilienhaus des Zoos wieder. Croc tötete die beiden Eindringlinge und überließ sie seinen „Artgenossen“ zum Verzehr. Beim finalen Showdown in der Adams-Brauerei konnte Batman Killer Croc, der endgültig hatte feststellen wollen, wer von beiden der härtere sei, schließlich mit Hilfe von Jason Todd, dem Sohn der Ermordeten, besiegen und der Polizei übergeben.
Monate später wurde Croc im Rahmen eines von dem Terroristen Ra’s al Ghul orchestrierten Massenausbruches aus dem Gothamer Gefängnis befreit und mit der Entführung von Alfred Pennyworth, dem Butler von Batmans Alter Ego Bruce Wayne, beauftragt. Croc, der nicht wusste, dass sein Gefangener der Diener seines Feindes war, wurde kurz darauf von Batman mit Hilfe von Betäubungsgas ausgeschaltet und wieder in Gewahrsam genommen (Batman #400).

### Glücklose Jahre
Die Neuerzählung von Jason Todds Herkunftsgeschichte in Batman #408–411 (1987) tilgte die Zirkusvergangenheit des Jungen sowie Crocs Beteiligung an der Ermordung seiner Eltern aus dem kanonischen Batman-Mythos. Offizieller Teil der Batman-Kontinuität blieben hingegen Crocs Kindheit und Jugend, sowie seine Ermordung des Squids und sein Versuch, die Führung der Gothamer Unterwelt an sich zu reißen (ohne die Ermordung der Todds und die Involvierung von Jason Todd). Ein weiterer Versuch, die Herrschaft über die Gothamer Unterwelt an sich zu reißen, scheiterte am Widerstand des Bandenchefs Black Mask. Nach einem Amoklauf in den Straßen von Gotham City, in dessen Verlauf Croc 30 Unschuldige mit einer Brandbombe tötete, wurde er von Batman der Obhut von Robert Huntoon, dem damaligen Leiter des Arkham Asylums übergeben (Swamp Thing #66). Croc beschloss indessen, fortan den hirngeschädigten Muskelprotz zu spielen, um weiterhin in der – weniger gut gesicherten und somit für Ausbruchsversuche besser geeigneten – Anstalt von Arkham, in der geisteskranke Kriminelle verwahrt würden, verbleiben zu können und nicht ins sicherere Gefängnis überführt zu werden.
Nachdem diese Maske aufgeflogen war, wurde Croc in Einzelhaft genommen, wo er sich regelmäßig körperlich ertüchtigte, um seine Wrestler-Statur aufrechtzuerhalten (Detective Comics #604). Bei einem weiteren Ausbruchsversuch reißt Croc einem Wärter namens Aaron Cash die Hand ab und frisst sie anschließend. Sein Ausbruchsversuch wird jedoch vereitelt, unter anderem mit Hilfe eines Elektroschockhalsbandes. Der Aufseher Cash überlebt den Vorfall nur knapp, arbeitet aber nach seiner Genesung trotzdem weiter in Arkham. Croc kommt daraufhin wieder in Einzelhaft. Als die Insassen der Anstalt unter Rädelsführerschaft des Jokers bei einem Aufruhr das Asylum vorübergehend in ihre Gewalt brachten, wurde auch Croc aus seiner Zelle befreit. Bei dem Entsatzungseinsatz Batmans zur Rückeroberung der Anstalt kam es zu einem erneuten Kampf zwischen dem Vigilanten und Croc, bei dem letzterer eine schwere Speerwunde davontrug (Batman: Arkham Asylum A Serious House in a Serious World), die ihn für eine Weile erneut an den Rollstuhl fesselte. Ein durch seinen Mitinsassen Tenzin Wyatt ausgelöster obskurer Zwischenfall verschaffte dem wieder genesenen Croc schließlich die lang ersehnte Gelegenheit zur Flucht (1991; The Demon #11). In Freiheit gelangt, ging Croc eine kurzlebige Diebespartnerschaft mit dem Riddler ein, die mit seiner Ergreifung durch Superman (Legends of the World’s Finest #2) und seiner Rückführung nach Arkham (Legends of the World’s Finest #3) endete.
Von dort konnte er jedoch alsbald wieder fliehen und in den U-Bahn-Tunnel unter Gotham City entkommen. Als eine Begleiterscheinung der Elektroschocktherapie, mit der man ihn zu behandeln suchte, entwickelte Croc (infolge der durch die elektrischen Impulse angeregten vermehrten Ausschüttung von Adrenalin) kurzzeitig die zusätzlichen Körperkräfte, die es ihm ermöglichten, die ihn fixierenden Ketten zu sprengen und sich zu befreien. Killer Croc fand Unterschlupf bei einer Gruppe von Straßenleuten um eine alte Frau namens Marcy, die ihn in ihre Gruppe aufnahmen. Crocs Diebstähle für seine neue „Familie“ lenkten schließlich Batman erneut auf seine Fährte. Nachdem Batman Crocs Versteck ausfindig gemacht hatte, kam es zum erneuten Kampf zwischen den beiden. Dem Zweikampf der Kontrahenten wurde jedoch durch das Fluten einer Kanalröhre, in der die beiden sich befanden, ein Ende gemacht. Während Batman sich in die Höhe retten konnte, wurde Croc von der reißenden Flut davongespült (Batman #571).
Croc überlebte ohne jede menschliche Gesellschaft, hielt sich im Verborgenen ernährte sich über Wochen von Flusswasser und Ratten. Als Croc von einer Gruppe Obdachloser aufgeschreckt wurde, wurden seine peinigenden Kindheitserinnerungen wieder wachgerufen. In einem delirischen Tobsuchtsanfall hielt der verblendete Croc jeden, der ihm über den Weg lief, von Passanten bis hin zu Schaufensterpuppen für seine Kindheitspeiniger. Der Amoklauf erweckte die Aufmerksamkeit von Batman, Robin und dem Terroristen Bane, der auf die Idee verfiel, sich Batman als würdiger Gegner zu beweisen, indem er dessen alten Widersacher besiegte. Bei Crocs Zusammentreffen mit Bane besiegte dieser Croc problemlos im Zweikampf und brach ihm beide Arme (Batman #489).

### „Animalisierung“ und Re-Humanisierung Crocs
Nur Tage später gelang es Croc – dessen gebrochene Arme in schwere Gipsrepositorien gewickelt waren – bei einem von Bane orchestrierten Massenausbruch aus der Anstalt von Arkham erneut in die Freiheit zu entkommen (Batman #491). Ein Rückkampf mit Bane endete unentschieden mit dem wiederholten Verschwinden Crocs (Detective Comics #660). Nachdem sich Croc lange Zeit im Verborgenen gehalten hatte, wurde Dick Grayson, der das Batmankostüm ersatzweise für den sich erholenden Bruce Wayne trug, durch eine Reihe mysteriöser Sterbefälle in der Nähe des Gotham Rivers auf Croc aufmerksam und konnte ihn nach einem harten Zweikampf dingfest machen (Batman #512). Erneut in der Anstalt von Arkham untergebracht, wurde Croc in seinen Träumen von Visionen heimgesucht, die ihm das Idyll einer friedlichen Existenz in der Verlassenheit der Sümpfe einflüsterten. Von bizarren Kraftschüben gestärkt, gelang es Croc erneut auszubrechen und von Batman verfolgt in Richtung Houma (Louisiana) zu fliehen (Batman #521). Dort wurde er vom Swamp Thing, dem Beherrscher der Sümpfe begrüßt, welcher sich als der Spiritus rector hinter Crocs seltsamen Ausbruch aus Arkham zu erkennen gab, ihn in seine Obhut nahm und Batman davon überzeugte, von seinem Ansinnen, Croc gefangen zu nehmen, abzulassen (Batman #522).
Croc ließ sich vorläufig – nahezu auf den instinktgetriebenen Geisteszustand eines Tieres herabgesunken – als ein Teil der unberührten Natur in den Sümpfen nieder. Nach einer Auseinandersetzung mit dem Swamp Thing, in der das merkwürdige Wesen versucht hatte, Croc „seinen Platz in der Hackordnung der Sümpfe“ zu verstehen zu geben, kam es zur Entfremdung zwischen Croc und Swamp Thing. Von dieser Erfahrung gezeichnet und von einer Gruppe von Sheriffs aufgeschreckt, sprang Croc auf einen durch die Sümpfe fahrenden Güterzug auf, der ihn zurück nach Gotham brachte (Batman Chronicles #3). Dort ließ er sich zunächst wieder als Einsiedler in den Abwasserkanälen der Stadt nieder und schmiedete unter anderem eine Freundschaft mit dem monströsen Man-Bat, den er nach einer schweren Verwundung in seiner Behausung gesund pflegte (Man-Bat #2). Eine Begegnung mit Wolverine verlief ergebnislos (Marvel versus DC #2).
Nach seiner Gefangennahme durch Lock-Up und den Kuriositätenschau-Betreiber Ernie Chubb musste Croc sich als gepresster „Gladiator“ mit anderen Gefangenen mörderische Zweikämpfe zur Unterhaltung wohlbetuchter Zuschauer leisten. Nach wochenlanger Folter und Misshandlung gelang es den beiden, den eher friedlich gewordenen Croc wieder zu brutalisieren (Batman/Wildcat #1–3). Croc gelang es zwar bei der Aushebung des Menschenhändlerrings zu entkommen, jedoch wurde er kurz darauf nach einem missglückten Raubüberfall (Resurrection Man #7) zum wiederholten Male gestellt.
Wieder in Arkham interniert, verbesserte sich Crocs mentaler Zustand zunehmend infolge der intensiven Einnahme von sedierenden Medikamenten, vor allem aber aufgrund seines engen Kontaktes mit einigen Mitinsassen. Zum ersten Mal seit Jahren pflegte der lange isoliert gebliebene „Halbmensch“ wieder soziale Beziehungen: Er schaute Seinfeld im Fernsehen (Hitman #3), baute eine enge Freundschaft zu der extremistischen Umweltschützerin und verwandten Seele Poison Ivy auf (Batman: Poison Ivy #1), spielte Karten mit den Soziopathen Arnold Wesker (Ventriloquist) und Jervis Tetch (Mad Hatter) (Batman 80-Page Giant #2) und beteiligte sich an den gelegentlichen Häftlingsaufständen (Batman: Arkham Asylum – Tales of Madness #1; The Creeper #7–8; Batman Villains Secret Files #1).

### Beben und Niemandsland
Er ermordete aber auch seinen Mitinsassen Pinhead (Shadow of the Bat #81) während eines Kampfes. Unmittelbar bevor Gotham City – nach einem Erdbeben völlig verwüstet – von der amerikanischen Regierung zum Niemandsland erklärt und aus dem Gebietsverband der Vereinigten Staaten ausgegliedert wurde, gelang es Croc – wie allen anderen Insassen – aus der Anstalt von Arkham, deren Personal bereits das Weite gesucht hatte, und die Geisteskranken ohne Bewacher zurückließ, zu fliehen (Shadow of the Bat #82). Ein Versuch, die, auf einer Insel in unmittelbarer Küstennähe gelegene, Stadt über die letzte noch nicht zerstörte Brücke zum Festland zu verlassen, scheiterte am Widerstand der dort patrouillierenden Nationalgardisten (Batman #562). So musste sich Croc gezwungenermaßen im Niemandsland einrichten.
In Gotham City in Batman: Niemandsland eignete sich Croc anfänglich einen Teil der Stadt an, den er fortan als Croc-Sektor beherrschte (Batman: No Man's Land #1). Killer Croc organisierte eine Gang, die ihm half, seine Herrschaft und Regierung über das in seiner Hand befindliche Territorium zu sichern und nannte sich erstmals seit Jahren wieder König Croc (Batman: Shadow of the Bat #86 und DetectiveComics #737). Zwei Auseinandersetzungen mit Batman, der es sich zum Ziel gemacht hatte, die Stadt schrittweise zurückzuerobern, verliefen ergebnislos (Batman Chronicles #17 und Shadow of the Bat #89). Croc begann sich nun mehr seiner großen Vergangenheit zu erinnern. Er kleidete sich in Designeranzüge und gelobte feierlich vor seinen Anhängern, niemals wieder in die Abwässerkanäle zurückzukehren. Enge Bande knüpfte Croc zu den Männern seiner Bande, insbesondere zu einem Krüppel namens Stumpy. Nach Stumpys schwerer Verwundung durch den Serienmörder Mr. Zsasz richtete sich Crocs Zorn gegen den Killer: Auch dieser Zweikampf konnte nicht bis zum bitteren Ende geführt werden, sondern wurde – die beiden Gewaltmenschen hatten bereits ihre Hände zum Würgegriff um den Hals des jeweils anderen geschlungen – durch Batmans Intervention unterbrochen. Zsasz wurde von Batman gestellt, während Croc vorerst entkommen konnte (Batman Chronicles #18). Croc und seine Gang, die im Begriff waren, ihr Gebiet durch einen ehrgeizigen Expansionsfeldzug in die anderen Sektoren der Stadt zu erweitern, konnten schließlich durch ein Bündnis von Robin, einer Abteilung von ehemaligen Angehörigen der Gothamer Polizei sowie dem halbseidenen Casinobetreiber Pinguin, ausgeschaltet und gefangengesetzt werden (Robin #71–72). Nach der Wiederangliederung Gothams an die Vereinigten Staaten und der Wiederherstellung der Ordnung in der Stadt wurde Croc wieder ins Arkham Asylum verfrachtet (Batman: Gotham Knights #5; Batman #584). Mit Ausnahme kleinerer Diebstähle (Gotham Knights #3) ist er bislang nicht wieder in Erscheinung getreten. Sein Machthunger ist gleichwohl ungebrochen. Er selbst hat in den Tagen des ausgehenden Niemandslandes prophezeit, dass er „zurück sei“ und dass er „gekommen sei um zu bleiben“.
Eine Zeit lang begnügte er sich danach, sich anderen Kriminellen wie Hush oder dem Pinguin als Handlanger anzudienen. Ersterer transformierte Croc kurzzeitig in ein wahrhaft monströses, drachenähnliches Krokodilwesen. Der Versuch des Mad Hatters, im Auftrag von Black Mask, diese Mutation zu wiederholen, scheiterte, brachte ihm aber Crocs unversöhnlichen Hass ein. Neben seinem Hass auf Batman, seinem Rachedurst auf Bane, der ihn einst brach und demütigte, ist somit der Groll auf den Mad Hatter eines der Hauptmotive seines Handelns.
Äußerlich ähnelt er immer mehr einem Reptil, und auch seine Psyche hat sich im Laufe der Zeit dieser Entwicklung angepasst, im Kampf seiner tierhaften mit seiner menschlichen Seite scheint gegenwärtig die erstere die Oberhand zu haben.

## Killer Croc in anderen Medien
Killer Croc trat in drei Folgen der Batman-Zeichentrickserie von Bruce Timm (Batman: The Animated Series) auf, die von 1992 bis 1998 in zwei Staffeln produziert wurden. Im amerikanischen Original wurde er von Aron Kincaid synchronisiert. Er trat als Hauptfigur in den Folgen „Vendetta“ (US-amerikanische Erstausstrahlung: 5. Oktober 1992), „Sideshow“ (Erstausstrahlung: 3. Mai 1994; die Folge basiert auf der Geschichte von Detective Comics #410 von 1971, in dem Croc allerdings nicht auftritt) und „Love Is a Croc“ (1998; hier synchronisiert von Brooks Gardner) auf. In der Serie war er ein frustrierter Wrestler der sich dem Verbrechen zuwandte und schließlich von dem Schmuddel-Cop Harvey Bullock festgenommen wurde. Ein Versuch sich an ihm zu rächen wurde von Batman vereitelt („Vendetta“). Nach einer erfolgreichen Flucht aus dem Gewahrsam der Behörden taucht er bei einer Familie, die aus Mitgliedern einer ehemaligen Kuriositätenschau besteht (ein Riese, ein Buckliger, siamesische Zwillinge, ein Seelöwen-Junge, eine fette Frau) unter – wird aber erneut gestellt als er versucht diese um ihr Erspartes zu bringen („Sideshow“). Eine Partnerschaft mit der Kriminellen Baby Doll, einer Frau die aufgrund einer seltenen Krankheit in einem kindlich aussehenden Körper gefangen ist, scheiterte ebenfalls an Crocs schlechtem Charakter. Anders als der Croc der Comics ist der Zeichentrick-Croc nicht geisteskrank, sondern zurechnungsfähig. Dementsprechend wird er nach Ergreifung stets in Blackgate und nicht in Arkham inhaftiert.
In den kindgerechteren Comics zur TV-Serie trat Croc in zwei Heften auf (Batman Adventures #7 von 1993), die sein Verhältnis zu seinem Wrestling-Manager beleuchten und Batman & Robin Adventures #23 von 1997 (über die unglückliche Liebe zur TV-Reporterin Summer Gleeson).
In der Zeichentrickserie The Batman von 2005 wurde ein extrem reptilienartig aussehender Croc präsentiert (synchronisiert von Ron Perlman). Dieser besaß unter anderem einen Schwanz, welchen der Croc der Comics nie besessen hatte und war mutmaßlich das Ergebnis eines fehlgeschlagenen militärischen Experiments. Croc sprach in dieser Version mit einem Cajun-Akzent und hatte zwei domestizierte Alligatoren als Haustiere. Sein Versuch Gotham zu fluten scheiterte gleichwohl.
Im Videospiel Batman: Arkham Asylum von 2009 bricht Killer Croc aus der Heilanstalt aus und zieht sich in die Kanalisation unter Arkham zurück, in der Batman ihm im Laufe des Spiels begegnet. In Anspielung auf Peter Pan ist einer seiner Siegesslogans „Tick-Tock, feed the Croc“, was ihn als Menschenfresser identifiziert. Es lassen sich außerdem einige Aufnahmen psychologischer Interviews von ihm finden. Im Nachfolger „Arkham City“ kann (aber muss nicht) Killer Croc in der Kanalisation gefunden werden. Er zieht sich jedoch sofort zurück, statt gegen Batman zu kämpfen, da dieser unter einer Krankheit leidet, weshalb Croc auf den Tod seines Feindes warten will. Im vierten Teil der Reihe, Batman: Arkham Knight, ist Killer Croc Teil des kostenpflichtigen DLCs „Saison der Bösartigkeit“ und wird nach einem Kampf gegen Batman und Nightwing eingesperrt.
Killer Croc ist Mitglied des Suicide Squad im gleichnamigen Film aus dem Jahre 2016.

## Merchandising
Es gibt vier Killer-Croc Action-Figuren von Mattel. Eine, die die Croc-Version der Zeichentrickserie von 1992 adaptiert, eine Figur von Kenner, die einen saurierähnlichen Croc zeigt, sowie eine die als Teil der Figuren-Serie zur Batman-Storyline „Hush“ entstand, die den dort porträtierten mutierten Croc nachbildet. Die vierte Figur erschien über DC Direct (bei der Serie „Rouges Gallery“) und stellt ebenfalls einen stark mutierten Croc dar.